# Farigia alicia
Farigia alicia är en fjärilsart som beskrevs av William Schaus 1928. Farigia alicia ingår i släktet Farigia och familjen tandspinnare. Inga underarter finns listade i Catalogue of Life.